# Стандинг Рок (Алабама)
Стандинг Рок (енгл. Standing Rock) насељено је место без административног статуса у америчкој савезној држави Алабама.

## Демографија
По попису из 2010. године број становника је 168.
| Група             | 2000.    | 2010.       |
| Белци             | 0 (0,0%) | 163 (97,0%) |
| Афроамериканци    | 0 (0,0%) | 1 (0,6%)    |
| Азијати           | 0 (0,0%) | 0 (0,0%)    |
| Хиспаноамериканци | 0 (0,0%) | 2 (1,2%)    |
| Укупно            | 0        | 168         |